# ハインリヒ24世 (ロイス＝エーベルスドルフ伯)
ハインリヒ24世（Heinrich XXIV. Graf Reuß zu Ebersdorf, 1724年1月22日 - 1779年5月13日）は、ドイツ・テューリンゲン地方の小諸侯。ロイス＝エーベルスドルフ伯（在位：1747年 - 1779年）。イギリス女王ヴィクトリアの曾祖父の1人。

## 生涯
ロイス＝エーベルスドルフ伯ハインリヒ29世とその妻の伯爵令嬢ゾフィー・テオドーラ・ツー・カステル＝レムリンゲンの間の第2子、長男。ヘルンフート兄弟団の指導者ニコラウス・フォン・ツィンツェンドルフの重要な支援者であり義兄弟でもあった両親は、敬虔主義の熱烈な信者だったが、ハインリヒ24世の信仰心は薄かった。エーベルスドルフはテューリンゲン地方における信仰運動の中心地の1つであり、伯爵領の領邦教会は領主権力に従属せず、信仰指針において独立的な地位を保っていた。この独立性は、1761年6月1日にハインリヒ24世の発した布告によって保証された。この布告を受け、伯爵領では同業者組合に加入していない商工業者の定住が促進され、経済的な活力を増す結果となった。

## 子女
1754年6月28日、ツルナウにてエアバッハ＝シェーンベルク伯ゲオルク・アウグストの娘カロリーネ・エルネスティーネ（1727年 - 1796年）と結婚した。間に7人の子があった。
- ハインリヒ46世（1755年 - 1757年）
- アウグステ・カロリーネ・ゾフィー（1757年 - 1831年） - 1777年ザクセン＝コーブルク＝ザールフェルト公フランツと結婚
- ルイーゼ（1759年 - 1840年） - 1781年ロイス＝ケストリッツ侯ハインリヒ43世と結婚
- ハインリヒ51世（1761年 - 1822年） - ロイス＝エーベルスドルフ侯
- エルネスティーネ・フェルディナンデ（1762年 - 1763年）
- ハインリヒ53世（1765年 - 1770年）
- ゾフィー・ヘンリエッテ（1767年 - 1801年） - 1787年ライニンゲン侯エミッヒ・カールと結婚